# 10 Draconis
10 Draconis (i Draconis) é uma estrela na direção da Draco. Possui uma ascensão reta de 13h 51m 25.94s e uma declinação de +64° 43′ 23.8″. Sua magnitude aparente é igual a 4.58. Considerando sua distância de 391 anos-luz em relação à Terra, sua magnitude absoluta é igual a −0.82. Pertence à classe espectral M3III. É uma estrela variável.